# ТЕС Ямал ЗПГ
71°16′1″ пн. ш. 72°3′5″ сх. д. / 71.26694° пн. ш. 72.05139° сх. д.
ТЕС Ямал ЗПГ — теплова електростанція в Тюменській області Росії.
Електростанцію спорудили для забезпечення енергетичних потреб заводу зі зрідження газу Ямал ЗПГ, який розташований у віддаленому арктичному районі та не має доступу до єдиної електроенергетичної системи.
В 2015—2017 роках на майданчику станції ввели в дію вісім газових турбін потужністю по 47 МВт. Відпрацьовані ними гази живлять чотири котли-утилізатори, які продукують теплову енергію для технологічних потреб заводу та порту Сабетта. За проектом одночасно в роботі повинні знаходитись 7 турбін, тоді як восьма виконує функцію резерву.
Як паливо використовують природний газ.